# その子
『その子』（そのこ）は、河合その子の1枚目のオリジナル・アルバム。1985年12月5日発売。発売元はCBS/SONY。品番はLPが28AH-1966、初版CDが32DH-310。

## 背景
キャッチコピーは『内緒内緒の一人言聞かせてあげる!! 屋根裏部屋 壊れた柱時計 古いアルバム 初恋 優しいロッキング・チェア さよなら夏のリセエンヌ達、木枯しの季節に少しだけ大人に振り返る。』。
アイドルグループ『おニャン子クラブ』のメンバーだった河合その子のファーストアルバム。デビューシングル「涙の茉莉花LOVE」と、2枚目のシングル「落葉のクレッシェンド」のB面「午後のパドドゥ」が収録されている。

## 再発売
2019年12月25日に、配信限定で再リリースされた。

## 批評
『CDジャーナル』は、「もうすぐ大人になる日を期待と不安で待つ少女の心の内を精一杯歌っている。」と批評した。

## 収録曲
- 全作曲・編曲: 後藤次利

1. 午後のパドドゥ
  - 作詞: 芹沢類
  - シングル「落葉のクレッシェンド」B面曲
2. 渚のタイトロープ
  - 作詞: 秋元康
3. 恋のチャプターA to Z
  - 作詞: 島武実
  - 歌: 河合その子 with おニャン子クラブ
  - シングル「涙の茉莉花LOVE」B面曲
4. 緑のポインセチア
  - 作詞: 芹沢類
5. 涙の茉莉花LOVE
  - 作詞: T2[注 1]
6. さよなら夏のリセ
  - 作詞: 芹沢類
  - 歌: 河合その子 with おニャン子クラブ
7. 恋のカレッジリング
  - 作詞: 秋元康
  - 歌: 河合その子 with おニャン子クラブ
8. 向うDEギャルソン
  - 作詞: 島武実
  - 歌: 河合その子 with おニャン子クラブ
9. Please tell me Mr.朱
  - 作詞: 秋元康
10. 私の好きなキャサリン
  - 作詞: 小林和子

## 参加ミュージシャン
| 午後のパドドゥ - All Instruments：後藤次利 - Except Harmonica：八木伸郎 渚のタイトロープ - All Instruments：後藤次利 恋のチャプターA to Z - Drums：青山純 - Bass Guitar：後藤次利 - Electric Guitar：今剛 - Keyboards：富樫春生 - Chorus：おニャン子クラブ 緑のポインセチア - Bass：後藤次利 - Keyboards：国吉良一 - Percussion：浜口茂外也 - Sax：JAKE･H･CONCEPCION - Strings：加藤ジョー･グループ 涙の茉莉花LOVE - Drums：青山純 - Bass Guitar：後藤次利 - Electric Guitar：今剛 - Keyboard：富樫春生 - Strings：加藤ジョー･グループ | さよなら夏のリセ - Drums：山木秀夫 - Bass Guitar：後藤次利 - Electric Guitar：今剛 - Keyboards：国吉良一 - Chorus：おニャン子クラブ 恋のカレッジリング - Drums：青山純 - Bass Guitar：後藤次利 - Electric Guitar：今剛 - Keyboards：国吉良一 - Acoustic Guitar：吉川忠英 - Chorus：おニャン子クラブ・平塚文子・児玉伊津子・広谷順子 向うDEギャルソン - Drums：菊池丈夫 - Bass Guitar：後藤次利 - Keyboards：国吉良一 - Acoustic Guitar：吉川忠英 - Percussion：浜口茂外也 - Tambourine：松下誠 - Chorus：おニャン子クラブ Please tell me Mr.朱 - Bass Guitar：後藤次利 - Electric Guitar：松原正樹 - Acoustic Guitar：吉川忠英 - Mandolin：竹内郁子 私の好きなキャサリン - Drums：青山純 - Bass Guitar：後藤次利 - Electric Guitar：松原正樹 - Keyboards：倉田信雄 - Acoustic Guitar：吉川忠英 - Chorus：比山清・木戸泰弘・中山みさ |

## 関連作品
- 河合その子プレミアム - 1990年までの全ソロ・アルバムが収められたCD-BOX